# Trichostetha
Trichostetha is een geslacht van kevers uit de familie bladsprietkevers (Scarabaeidae). Het geslacht werd voor het eerst wetenschappelijk beschreven in 1842 door Burmeister.

## Soorten
- Trichostetha albopicta (Gory & Percheron, 1833)
- Trichostetha alutacea Allard, 1992
- Trichostetha barbertonensis Holm & Marais, 1988
- Trichostetha calciventris Stobbia, 1995
- Trichostetha capensis (Linnaeus, 1767)
- Trichostetha coetzeri Holm & Marais, 1988
- Trichostetha curlei Perissinotto, Šipek & Ball, 2014
- Trichostetha dukei Holm & Marais, 1988
- Trichostetha fascicularis (Linnaeus, 1767)
- Trichostetha fuscorubra (Voet, 1779)
- Trichostetha hawequas Holm & Perissinotto, 2004
- Trichostetha mimetica Devecis, 1997
- Trichostetha potbergensis Holm & Perissinotto, 2004
- Trichostetha signata (Fabricius, 1775)